# Åsa (Kungsbacka)
Åsa è un'area urbana della Svezia situata nel comune di Kungsbacka, contea di Halland.
La popolazione rilevata nel censimento 2010 era di 3 369 abitanti .